# クィンティン・ホッグ
セント・メリルボーンのヘイルシャム男爵クィンティン・ホッグ（英語: Quintin Hogg, Baron Hailsham of St Marylebone, KG, CH, PC, QC, FRS、1907年10月9日 - 2001年10月12日）は、イギリスの政治家、貴族。
保守党に所属し、保守党政権下で閣僚職を歴任した。1950年に第2代ヘイルシャム子爵を継承したが、庶民院議員になるために1963年に爵位を一代放棄した。1970年に一代貴族メリルボーンのヘイルシャム男爵に叙され、再び貴族院議員となっている。

## 経歴
1907年10月9日、保守党の政治家ダグラス・ホッグ（1929年にヘイルシャム子爵に叙される）とその妻エリザベス（旧姓ブラウン）の間の長男として生まれた。
イートン・カレッジを経てオックスフォード大学クライスト・チャーチへ進学。リンカーン法曹院でも学び、1932年に法廷弁護士資格を取得した。
1938年から1958年にかけてオックスフォード選挙区から選出され、保守党の庶民院議員を務めた。第二次世界大戦中は国防義勇軍に従軍し、少佐階級まで昇進した。1945年には第1次チャーチル内閣で航空副大臣を務める。1950年8月16日に父が死去し、第2代ヘイルシャム子爵位を継承し、貴族院議員に列した。1953年には勅選弁護士(QC)となる。1956年には枢密顧問官(PC)に列する。
イーデン内閣で1956年から1957年にかけて海軍大臣、マクミラン内閣とダグラス＝ヒューム内閣で文部大臣(在職1957年1月-9月、1964年4月-10月)、枢密院議長(在職1957年-1959年、1960年-1964年)、王璽尚書(1959年-1960年)、貴族院院内総務(在職1960年-1963年)などを歴任した。1963年7月に貴族法が制定されて爵位の一代放棄が可能となると、彼は庶民院議員になることを希望してヘイルシャム子爵の爵位を返上した。そしてセント・マリルボーン選挙区から庶民院議員に選出された。
1970年6月に保守党が政権を奪還してヒース内閣が成立。この際に一代貴族爵位サセックス州におけるハーストモンスーのメリルボーンのヘイルシャム男爵に叙され、再び貴族院議員に列する。そしてヒース内閣に大法官(貴族院議長)として入閣した。その後労働党政権を挟んで、1979年にサッチャー内閣が成立すると再び大法官として入閣した。比較的サッチャーに従順な閣僚だったが、政権末の1987年にはサッチャーから離反して辞職している。
1988年にガーター勲章を与えられた。
2001年10月12日に死去した。ヘイルシャム子爵位は長男のダグラス・ホッグに継承された。